# Vladimír Rusnák
Vladimír Rusnák (* 3. srpna 1950 Stropkov) je bývalý slovenský fotbalový záložník. Po skončení aktivní kariéry působí jako fotbalový trenér.
Jeho bratrem byl československý fotbalový reprezentant Albert Rusnák (1948–1989). Jeho synovec Albert Rusnák ml. (* 1974) a prasynovec Albert Rusnák nejml. (* 1994) jsou také fotbalisté.

## Fotbalová kariéra
S fotbalem začínal v Tesle Stropkov. V československé lize hrál za ZVL Žilina, Jednotu Trenčín a Tatran Prešov. Nastoupil ve 260 utkáních a dal 31 gólů. Vítěz Slovenského poháru a finalista Československého poháru 1977/78.

## Ligová bilance
| Ročník                                      | Zápasy | Góly | Klub                             |
| ------------------------------------------- | ------ | ---- | -------------------------------- |
| 1. československá fotbalová liga 1971/72    | 18     | 3    | ZVL Žilina                       |
| 1. československá fotbalová liga 1972/73    | 29     | 1    | ZVL Žilina                       |
| 1. československá fotbalová liga 1973/74    | 29     | 0    | ZVL Žilina                       |
| 1. československá fotbalová liga 1974/75    | 5      | 0    | ZVL Žilina                       |
| 1. československá fotbalová liga 1976/77    | 30     | 3    | Jednota Trenčín                  |
| 1. československá fotbalová liga 1977/78    | 30     | 7    | Jednota Trenčín                  |
| 1. československá fotbalová liga 1978/79    | 30     | 1    | Jednota Trenčín                  |
| 1. československá fotbalová liga 1980/81    | 29     | 7    | Tatran Prešov                    |
| 1. československá fotbalová liga 1981/82    | 30     | 2    | Tatran Prešov                    |
| 1. československá fotbalová liga 1982/83    | 30     | 7    | Tatran Prešov                    |
| 1. slovenská národní fotbalová liga 1987/88 | 28     | 1    | TJ Slavoj Poľnohospodár Trebišov |
| CELKEM                                      | 260    | 31   |                                  |

## Trenérská kariéra
Trénoval MFK Ružomberok (1996–1997 a 2002–2003).